# Ривијера ди Марчиљијано (Напуљ)
Ривијера ди Марчиљијано је насеље у Италији у округу Напуљ, региону Кампанија.
Према процени из 2011. у насељу је живело 53 становника. Насеље се налази на надморској висини од 61 м.